# المقاومة الفلسطينية

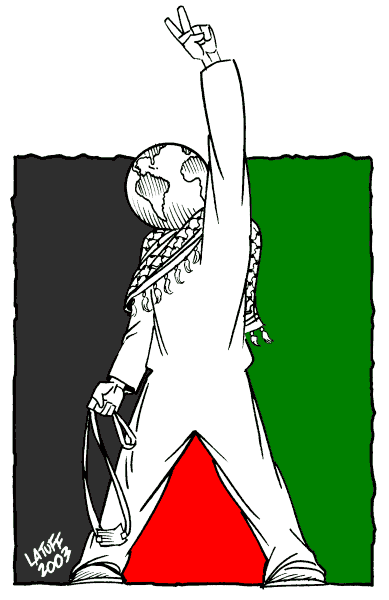
رسم يرمز لانتفاضة الشعب الفلسطيني بريشة كارلوس لطوف

المقاومة الفلسطينية هو مصطلح يشير إلى الحراك والسياسات والدعوات والعمليات التي تدعو أو تدعم مقاومة الاحتلال والاضطهاد والاستعمار الصهيوني للفلسطينيين والأرض الفلسطينية وتسعى لرفعه، يستخدم المصطلح لوصف تحركات فلسطينية متنوعة تتراوح بين المقاومة المدنية، الشعبية والمسلحة. ويستخدم المصطلح للإشارة إلى الفترة بين بدء الاحتلال البريطاني لفلسطين عام 1918م وحتى اليوم، من أبرزها ثورة 1936م وإعلان الإضراب العام الكبير، وبعد عام 1948 وسحق المقاومة وتهجير السكان، بدأت تظهر فصائل فلسطينية ذات طابع سياسي، وبدأت تستخدم مصطلح الكفاح المسلح للإشارة إلى أشكال المقاومة المسلحة. يستخدم مصطلح «المقاومة الفلسطينية» على مستوى دولي، واستخدم مصطلح المقاومة في الخطاب الفلسطيني من قبل منظمة التحرير. أصبح مصطلح المقاومة جزء من هوية الفصائل الفلسطينية حتى أنه أصبح جزء من اسمها مثل حركة المقاومة الإسلامية (حماس) عام 1987م .

## التاريخ

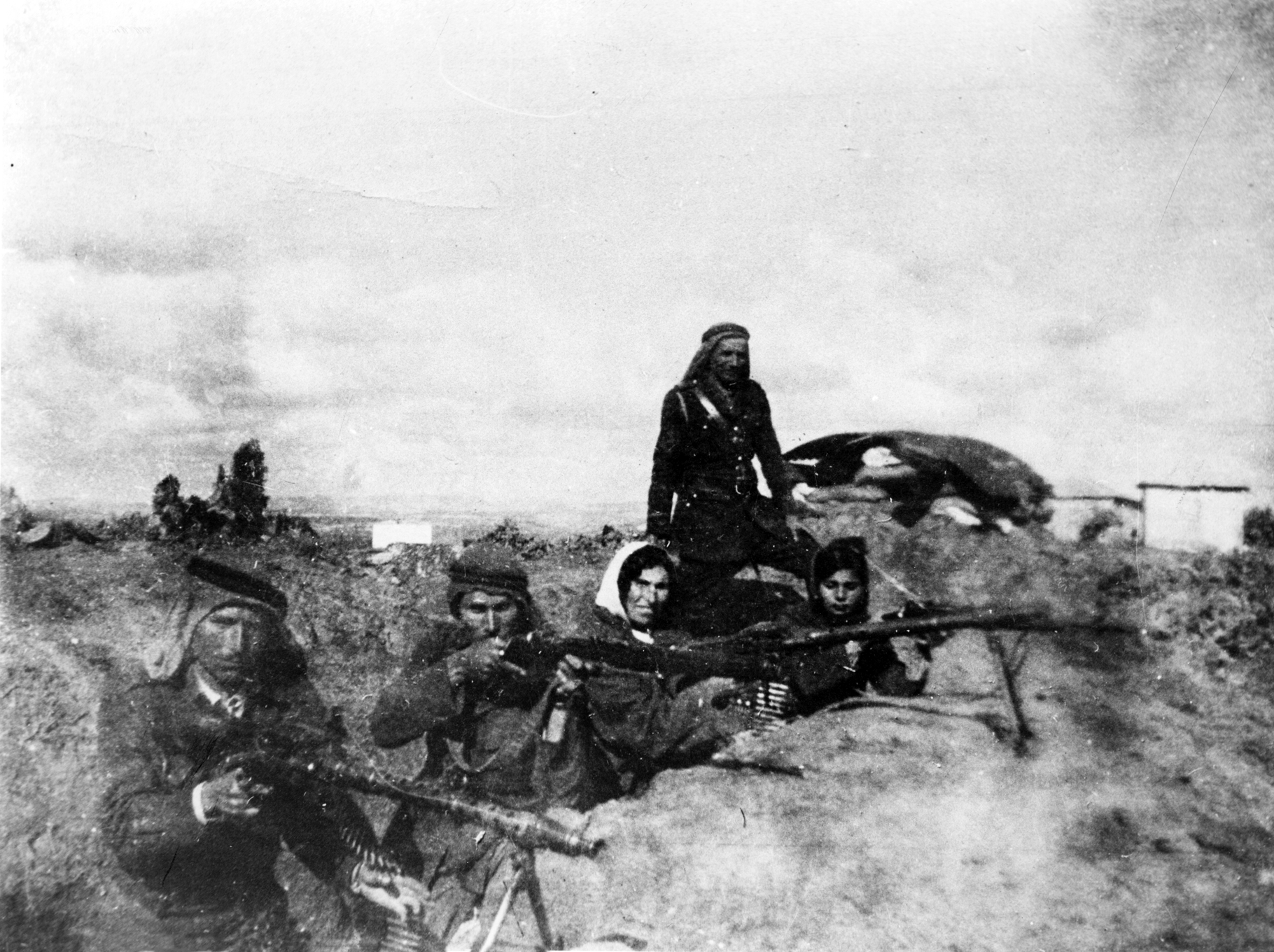
ثورة عام 1936.

### الثورة الفلسطينية الكبرى
اندلعت انتفاضة وطنية قام بها العرب الفلسطينيون في فلسطين الانتدابية ضد الإدارة البريطانية للولاية الفلسطينية، والمطالبة بالاستقلال، وإنهاء سياسة الهجرة اليهودية المفتوحة، وشراء الأراضي، والهدف المعلن المتمثل في إنشاء «بيت وطني يهودي». وأخذ الوضع الفلسطيني يأخذ شكل الثورة الشاملة مع مرور الوقت، فأخذت العمليات الثورية المسلحة – التي بدأت محدودة متفرقة – في الانتشار حتى عمت معظم أرجاء فلسطين، وبلغ معدلها خمسين عملية يومياً، وزاد عدد الثوار حتى بلغ حوالي خمسة آلاف، معظمهم من الفلاحين الذين يعودون على قراهم بعد القيام بمساعدة الثوار الذين تفرغوا تماماً. وبعد جهود سرية قام بها الحاج أمين ورفاقه، حدث تطور نوعي في الثورة، وذلك بقدوم تعزيزات من الثوار العرب من العراق وسوريا وشرق الأردن بلغت حوالي 250 رجلاً، وكان على رأسها القائد العسكري المعروف فوزي القاوقجي الذي وصل في 22 آب وتولى بنفسه القيادة العامة للثورة، ونظم الشؤون الإدارية والمخابرات، وأقام محكمة للثورة، وأسس غرفة للعمليات العسكرية. من أبرز المتطوعين العرب الشيخ عز الدين القسام وسعيد العاص ومحمد الأشمر من سورية. شارك أيضاً متطوعون مسلمون من شبه القارة الهندية في الدفاع عن المسجد الأقصى. وقد اعترفت القيادة العسكرية البريطانية في تلك الفترة بتحسن تكتيكات الثوار، مشيرةً إلى انهم أظهروا علامات على فعالية القيادة والتنظيم.
أدت وفاة الشيخ عز الدين القسام على أيدي الشرطة البريطانية إلى غضب الجماهير الفلسطينية على نطاق واسع، وقد رافقت الحشود الضخمة جثمان القسام حتى قبره في حيفا. وبعد أشهر قليلة، في نيسان / أبريل 1936، دعت اللجنة القومية العربية إلى الإضراب العام الذي استمر حتى تشرين الأول / أكتوبر 1936 ولازمته موجة من أعمال مقاومة المستعمر. في عام 1937، اقترحت بريطانيا تشكيل لجنة سميت بلجنة بيل الملكية، هدفها تقسيم فلسطين إلى دولة يهودية (في جزء من الأراضي كان السكان العرب فيها يشكلون الأغلبية)، ودولة عربية على أن ترفق بالأردن. تم رفض الاقتراح من قبل العرب.
في أعقاب اقتراح اللجنة للتقسيم اندلعت المقاومة المسلحة على نطاق واسع. خلال الأشهر ال 18 التالية فَقَدَ البريطانيون السيطرة على القدس ونابلس والخليل. قمعت القوات البريطانية (وبدعم من 6000 شرطي صهيوني) أعمال المجاهدين. أوصى الضابط البريطاني أورد تشارلز وينغيت بدعم المناطق اليهودية لأسباب دينية. نظمت فرق ليلية بريطانية خاصة مؤلفة من جنود بريطانيين ومتطوعين صهاينة (مثل إيغال آلون) غارات على قرى عربية في الجليل الأدنى وفي مرج بن عامر. أسفرت المقاومة عن استشهاد 5000 فلسطيني وجرح 10000 شخص، ومقتل 262 جندي بريطاني وجرح 550، ومقتل 300 صهيوني.
فشلت الثورة العربية في فلسطين الانتدابية، وأثرت عواقبها على نتيجة حرب فلسطين عام 1948. وتسببت في قيام الانتداب البريطاني بتقديم دعم حاسم للميليشيات الصهيونية السابقة للدولة مثل الهاغانا، في حين أجبرت الثورة فرار الزعيم العربي الفلسطيني الرئيسي في تلك الفترة، المفتي الكبير في القدس – الحاج أمين الحسيني إلى المنفى.

### المقاومة عبر الحدود
بدأت منظمة فتح الفلسطينية القومية تنظيم هجمات عبر الحدود ضد إسرائيل في يناير 1965، مما استرعى كثيرا ردود انتقامية إسرائيلية على الأردن ولبنان. وكانت حادثة السموع التي أطلقتها إسرائيل في 13 نوفمبر 1966 واحدة من هذه الأعمال الانتقامية، بعد أن قتل ثلاثة جنود إسرائيليين بانفجار لغم أرضي لفتح. الهجوم الإسرائيلي على بلدة السموع في الضفة الغربية، أوقع خسائر فادحة على الأردن.
بدأت منظمة التحرير الفلسطينية من عام 1968 فصاعداً إجراء مداهمات من لبنان إلى داخل إسرائيل، وبدأت إسرائيل غارات انتقامية ضد لبنان لتشجيع الشعب اللبناني نفسه على التعامل مع الفدائيين. بعدما هوجمت طائرة إسرائيلية من قبل مسلحين فلسطينيين في مطار أثينا، قصفت إسرائيل مطار بيروت الدولي للانتقام، ودمرت 13 طائرة مدنية.

مغادرة مقاتلي منظمة التحرير الفلسطينية لبيروت.

وبعد أن فقد الأردن السيطرة على الضفة الغربية لإسرائيل عام 1967، نقل الفدائيين الفلسطينيين قواعدهم إلى الأردن وصعدوا هجماتهم على إسرائيل والأراضي المحتلة. تطور رد انتقامي إسرائيلي على معسكر لمنظمة التحرير في الكرامة وهي بلدة أردنية على طول الحدود مع الضفة الغربية إلى معركة واسعة النطاق. أدى الانتصار الفلسطيني الأردني المشترك في معركة الكرامة في عام 1968 إلى زيادة الدعم العربي للمقاتلين الفلسطينيين في الأردن. نمت قوة منظمة التحرير في الأردن، وبحلول عام 1970، بدأت علنا المطالبة بالإطاحة بالملكية الهاشمية. بعد إخماد التمرد الذي يسميه المؤرخون العرب بأيلول الأسود، خرجت قيادة منظمة التحرير الفلسطينية وقواتها من الأردن إلى سوريا وأخيراً لبنان، حيث زادت من المقاومة العابرة للحدود.
لم يتمكن المواطنين العزل من طرد المسلحين الأجانب، في حين كان الجيش اللبناني ضعيف جداً عسكرياً وسياسياً. وخضعت المخيمات اللأجئين الفلسطينيين للسيطرة الفلسطينية بعد سلسلة من الاشتباكات في عامي 1968 و1969 بين الجيش اللبناني وقوات الميليشيات الفلسطينية الصاعدة. في عام 1969 كفل اتفاق القاهرة حق اللاجئين في العمل، لتشكيل لجان حكم ذاتي، والانخراط في الكفاح المسلح. «تولت حركة المقاومة الفلسطينية الإدارة اليومية لمخيمات اللاجئين، وتوفير الأمن وكذلك الخدمات الصحية والتعليمية والاجتماعية».

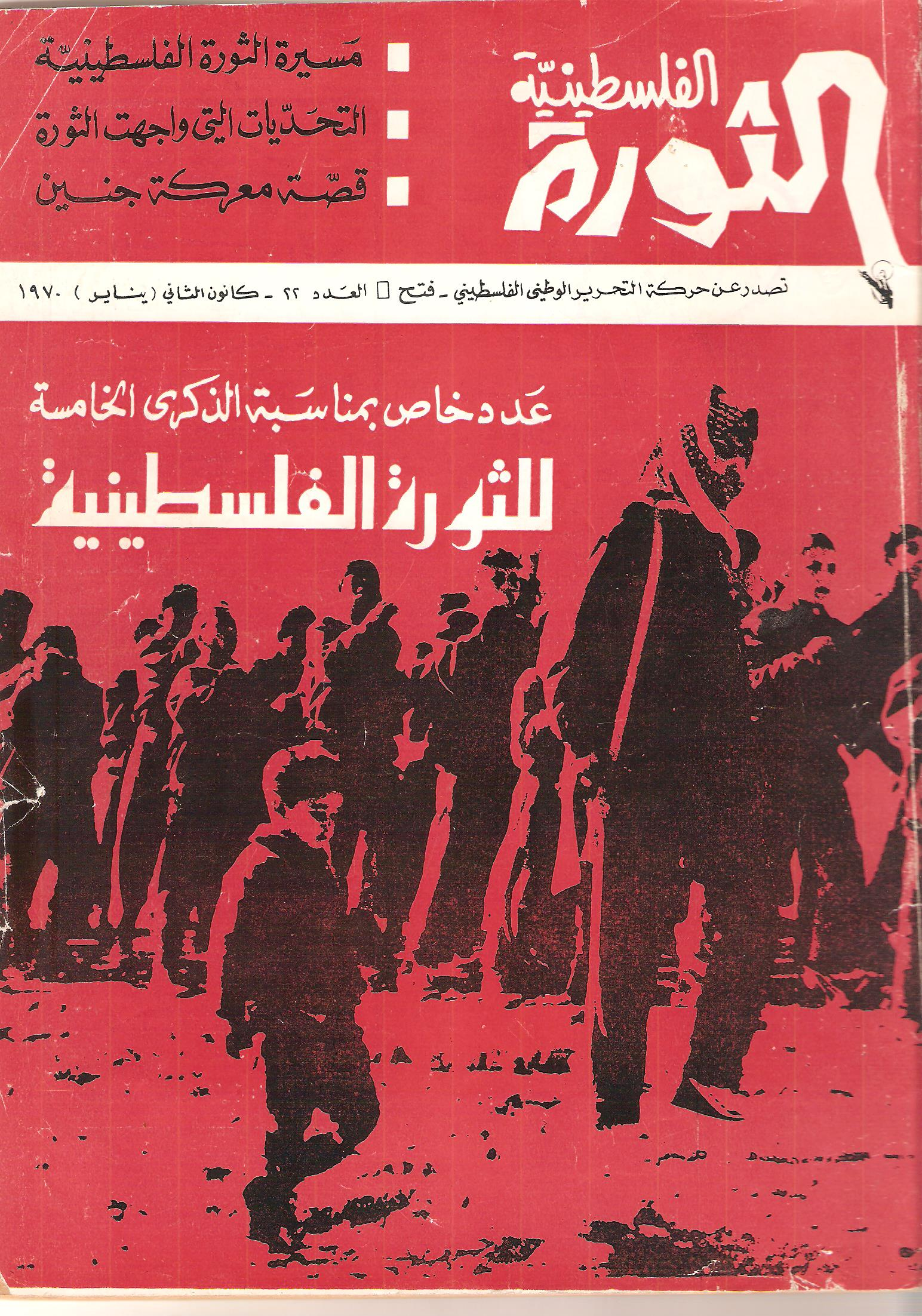
عدد من مجلة "الثورة الفلسطينية" التي أصدرتها حركة فتح في فترة الوجود المسلح في الأردن

جندت فصائل منظمة التحرير الفلسطينية أعضاء جدد من مخيمات اللاجئين الفلسطينيين بالتزامن مع نقل مقراتها إلى بيروت. كان جنوب لبنان يلقب ب«أرض فتح» نظراً لهيمنة حركة فتح هناك والتي ينتمي إليها ياسر عرفات. مع عمل جيشها الخاص بحُرية في لبنان، تمكنت منظمة التحرير الفلسطينية من خلق دولة داخل الدولة. عاش أكثر من 300,000 مشرد فلسطيني في لبنان بحلول عام 1975. إلى جانب استخدامه كقاعدة عمليات لشن هجمات على إسرائيل وضد مصالح إسرائيلية في جميع أنحاء العالم، بدأت منظمة التحرير الفلسطينية والمنظمات الفلسطينية المسلحة الأخرى سلسلة من عمليات خطف الطائرات، والتي تستهدف رحلات جوية إسرائيلية ودولية، على متنها إسرائيليين ويهود. كان التأثير الأكثر عمقاً على لبنان هو زعزعة الاستقرار وزيادة الصراع الطائفي، الذي من شأنه تدهور الأوضاع في نهاية المطاف إلى حرب أهلية شاملة.
أقدم أحد عشر مسلح من منظمة التحرير الفلسطينية يوم 11 مارس 1978 على إنزال بحري في حيفا، حيث اختطفوا حافلة، بكامل ركابها، مما أسفر عن مقتل من كانوا على متنها في ما يعرف باسم مذبحة الطريق الساحلي. وبحلول نهاية اليوم، قتل تسعة فدائيين و37 مدنيا إسرائيلياً. رداً على ذلك، شنت إسرائيل مع 25,000 جندي، عملية الليطاني في 14 مارس 1978 بهدف احتلال جنوب لبنان، باستثناء مدينة صور. كان الهدف هو دفع منظمة التحرير الفلسطينية بعيداً عن الحدود ودعم جيش لبنان الجنوبي المتحالف مع إسرائيل.
في 22 أبريل عام 1979، هبط سمير القنطار وثلاثة أعضاء آخرين من جبهة التحرير الفلسطينية، وهو فصيل تابع لمنظمة التحرير الفلسطينية، في نهاريا قادمين من صور عن طريق القوارب. بعد قتل ضابط شرطة، كان قد اكتشف وجودهم، أخذوا أبا وابنته كرهائن في مبنى سكني. بعد فرارهم من الشرطة مع الرهائن عادوا إلى الشاطئ، ووقع تبادل لإطلاق النار مما أدى إلى مقتل شرطي واثنين من المسلحين. أعدم القنطار الرهائن قبل أن يتم القبض عليه مع المتسلل الآخر. في أبريل عام 1981، حاولت الولايات المتحدة التوسط من أجل وقف إطلاق النار في جنوب لبنان بين إسرائيل وسوريا ومنظمة التحرير الفلسطينية.

### انتقال منظمة التحرير الفلسطينية إلى تونس
أدى الاجتياح الإسرائيلي عام 1982 إلى مغادرة منظمة التحرير الفلسطينية من لبنان إلى تونس وقد استفادت إسرائيل من إنشاء المنطقة الأمنية في جنوب لبنان حيث شهد الجليل تخفيف في عدد العمليات الفدائية، التي نفذتها منظمة التحرير في السبعينيات. وكانت عملية حمام الشط، إحدى أكبر وأخطر العمليات بحق الفلسطينيين، ليتمكن جهاز المخابرات الإسرائيلية (الموساد) من تعقب أحد الاجتماعات المهمة في مقر المنظمة في (تونس)، ولتقوم ثماني طائرات من سلاح الجو الإسرائيلي صباح الأول من أكتوبر 1985، بقصف مقر منظمة التحرير في ضاحية حمام الشط بالعاصمة التونسية، بوابل من القنابل، وهو ما أدى إلى سقوط 68 قتيلاً وأكثر من 100 جريح من فلسطينيين وتونسيين، إضافة إلى تدمير المقر بالكامل وبعض منازل المدنيين في المنطقة.

### الانتفاضة الأولى
يعود سبب الشرارة الأولى للانتفاضة لقيام سائق شاحنة إسرائيلي بدهس مجموعة من العمّال الفلسطينيّين على حاجز «إريز»، الذي يفصل قطاع غزة عن بقية الأراضي الفلسطينية في مناطق 1948. فبدأت الانتفاضة يوم 8 ديسمبر/كانون الأول 1987، وكان ذلك في جباليا، وكانت ذات طابع المقاومة الشعبية. استمر تنظيم الانتفاضة من قبل القيادة الوطنية الموحدة الفلسطينية ومنظمة التحرير الفلسطينية فيما بعد. في قطاع غزة. ثمّ انتقلت إلى كل مدن وقرى ومخيّمات فلسطين. يُقدّر أن 1,300 فلسطيني قتلوا أثناء أحداث الانتفاضة الأولى على يد الجيش الإسرائيلي، كما قتل 160 إسرائيليّا على يد الفلسطينيين. بالإضافة لذلك يُقدّر أن 1,000 فلسطيني يُزعم أنهم متعاونين مع السلطات الإسرائيلية قتلوا على يد فلسطينيين، على الرغم من أن ذلك ثبت على أقل من نصفهم فقط. هدأت الانتفاضة في العام 1991، وتوقفت نهائياً مع توقيع اتفاقية أوسلو بين إسرائيل ومنظمة التحرير الفلسطينية عام 1993.

### الانتفاضة الفلسطينية الثانية

لحظة قتل محمد الدرة

اندلعت الانتفاضة الفلسطينية الثانية في 28 سبتمبر 2000 ، تميزت هذه الانتفاضة مقارنة بسابقتها بكثرة المواجهات مسلحة وتصاعد وتيرة الأعمال العسكرية بين المقاومة الفلسطينية والجيش الإسرائيلي، راح ضحيتها حوالي 4412 فلسطينيًا و48322 جريحًا. وأما خسائر الجيش الإسرائيلي تعدادها 334 قتيل ومن المستوطنين 735 قتيل وليصبح مجموع القتلى والجرحى الإسرائيليين 1069 قتيل و4500 جريح وعطب 50 دبابة من نوع ميركافا ودمر عدد من الجيبات العسكرية والمدرعات الإسرائيلية. وتوقفت فعلياً في 8 فبراير 2005 بعد اتفاق الهدنة الذي عقد في قمة شرم الشيخ والذي جمع الرئيس الفلسطيني المنتخب حديثاً محمود عباس ورئيس الوزراء الإسرائيلي أرئيل شارون، ومرت مناطق الضفة الغربية وقطاع غزة خلالها بعدّة اجتياحات إسرائيلية منها عملية الدرع الواقي وأمطار الصيف والرصاص المصبوب. كانت شرارة اندلاعها دخول رئيس الوزراء الإسرائيلي «الأسبق» أرئيل شارون إلى باحة المسجد الأقصى برفقة حراسه، الأمر الذي دفع جموع المصلين إلى التجمهر ومحاولة التصدي له، فكان من نتائجه اندلاع أول أعمال العنف في هذه الانتفاضة. يعتبر الطفل الفلسطيني «محمد الدرة» رمزًا للانتفاضة الثانية فبعد يومين من اقتحام المسجد الأقصى، أظهر شريط فيديو التقطه مراسل قناة تلفزيونية فرنسية في 30 سبتمبر/أيلول 2000، مشاهد إعدام للطفل (11 عامًا) الذي كان يحتمي إلى جوار أبيه ببرميل إسمنتي في شارع صلاح الدين جنوبي مدينة غزة.

## أبرز المنظمات الفلسطينية المقاومة المسلحة

أبرز وأشهر وأهم هذه الفصائل الفلسطينية حسب الترتيب الزمني

تأسست عام 1964 منظمة التحرير الفلسطينية كمنظمة سياسية شبه عسكرية، معترف بها في الأمم المتحدة والجامعة العربية وكممثل شرعي وحيد للشعب الفلسطيني داخل وخارج فلسطين. جاء تأسيسها بعد انعقاد المؤتمر العربي الفلسطيني الأول في القدس نتيجة لقرار مؤتمر القمة العربي 1964 (القاهرة) لتمثيل الفلسطينيين في المحافل الدولية وهي تضم معظم الفصائل والأحزاب الفلسطينية تحت لوائها. من بينها حركة فتح والجبهة الشعبية والجبهة الديمقراطية وحزب الشعب (الشيوعي)... وغيرها. ويعدّ رئيس اللجنة التنفيذية فيها، رئيسا لفلسطين والشعب الفلسطيني في الأراضي التي تسيطر عليها السلطة الفلسطينية في الضفة الغربية وقطاع غزة بالإضافة إلى فلسطينيي الشتات. وتجدر الإشارة إلى أن حركة حماس وحركة الجهاد الإسلامي ليستا من فصائل منظمة التحرير الفلسطينية وأن الجبهة الشعبية لتحرير فلسطين - القيادة العامة سحبت عضويتها.
من المنظمات الفلسطينية المقاومة المسلحة اليوم:
- كتائب الشهيد عز الدين القسام
- سرايا القدس
- ألوية الناصر صلاح الدين
- كتائب أبو علي مصطفى
- كتائب المقاومة الوطنية
- كتائب شهداء الأقصى

## العمليات
هذه قائمة جزئية للعمليات التي نفذتها منظمات المقاومة فلسطينية ضد مستوطنين إسرائيليين أو مواقع إسرائيلية. معظم القتلى هم يهود ولكن بعضهم من عرب ال48. جميع العمليات تم تنفيذها داخل حدود «الخط الأخضر» (حدود 1949).
| تأريخ          | أسم العملية / المكان                   | عدد القتلى                                                                           |
| -------------- | -------------------------------------- | ------------------------------------------------------------------------------------ |
| 17 مارس 1954   | مذبحة معاليه عقرابيم                   | 11                                                                                   |
| 11 أبريل 1956  | الكنيس في شافرير                       | 4                                                                                    |
| 22 نوفمبر 1968 | سوق محانيه يهودا في القدس              | 12                                                                                   |
| 22 مايو 1970   | تفجير باص مدرسة أفيفيم [الإنجليزية]    | 12 ولداً                                                                              |
| 8 مايو 1972    | اختطاف طائرة "سابينا"                  | قتيل واحد                                                                            |
| 30 مايو 1972   | عملية مطار اللد                        | 25                                                                                   |
| 15 مايو 1974   | مذبحة معالوت                           | 28 (منهم 22 تلميذا يشاركون ببرنامج وزارة الدفاع (الإسرائيلية) للالتحاق بوحدات الجيش) |
| 4 يوليو 1975   | ساحة تسيون في القدس                    | 13                                                                                   |
| 11 مارس 1978   | باص سافرا من منطقة حيفا إلى تل أبيب    | 37                                                                                   |
| 7 مارس 1988    | قرب ديمونا                             | 3                                                                                    |
| 6 أبريل 1994   | العفولة                                | 8                                                                                    |
| 13 أبريل 1994  | الخضيرة                                | 5                                                                                    |
| 19 أكتوبر 1994 | تل أبيب                                | 22                                                                                   |
| 22 يناير 1995  | مفترق بيت ليد                          | 22                                                                                   |
| 24 يوليو 1995  | رمات غان                               | 6                                                                                    |
| 21 أغسطس 1995  | مدرسة رينيه كاسين في القدس             | 4                                                                                    |
| 25 فبراير 1996 | المحطة المركزية في القدس               | 26                                                                                   |
| 3 مارس 1996    | شارع يافا في القدس                     | 19                                                                                   |
| 4 مارس 1996    | متجر "ديزنغوف سنتر" في تل أبيب         | 13                                                                                   |
| 21 مارس 1997   | مقهى "أبروبو" في تل أبيب               | 3                                                                                    |
| 30 يوليو 1997  | سوق محانيه يهودا في القدس              | 16                                                                                   |
| 4 سبتمبر       | منتزه بن يهودا في القدس                | 5                                                                                    |
| 4 مارس 2001    | نتانيا                                 | 3                                                                                    |
| 18 مايو 2001   | متجر "هشارون" في نتانيا                | 5                                                                                    |
| 1 يونيو 2001   | مذبحة "دولفيناريوم" في تل أبيب         | 21                                                                                   |
| 9 أغسطس 2001   | مطعم "سبارو" في القدس                  | 15                                                                                   |
| 1 ديسمبر 2001  | منتزه بن يهودا في القدس                | 11                                                                                   |
| 2 ديسمبر 2001  | باص رقم 16 في حيفا                     | 11                                                                                   |
| 2 مارس 2002    | يشيفا "بيت إسرائيل" في القدس           | 11                                                                                   |
| 5 مارس 2002    | عملية تل الربيع المحتلة وسط تل أبيب    | 3                                                                                    |
| 9 مارس 2002    | مقهى "مومينت" في القدس                 | 11                                                                                   |
| 27 مارس 2002   | مذبحة عيد الفصح في فندق "بارك" بنتانيا | 30                                                                                   |
| 31 مارس 2002   | مطعم "متسا" في حيفا                    | 16                                                                                   |
| 10 أبريل 2002  | عملية تقاطع ياجور                      | 10                                                                                   |
| 7 مايو 2002    | ريشون لتسيون                           | 16                                                                                   |
| 5 يونيو 2002   | مفترق مجيدو                            | 17                                                                                   |
| 18 يونيو 2002  | باص رقم 32أ في القدس                   | 19                                                                                   |
| 5 يناير 2003   | المحطة المركزية في تل أبيب             | 23                                                                                   |
| 5 مارس 2003    | باص رقم 37 في حيفا                     | 17                                                                                   |
| 11 يونيو 2003  | مركز "كلال" في القدس                   | 17                                                                                   |
| 19 أغسطس 2003  | باص رقم 2 في القدس                     | 23                                                                                   |
| 4 أكتوبر 2003  | مطعم "ماكسيم" في حيفا                  | 21 (بينهم 18 إسرائيلي)                                                               |